# 슈퍼 쿠페 로저 밀라
슈퍼 쿠페 로저 밀라(Super Coupe Roger Milla)는 카메룬 축구 경기 대회로 엘리트 원과 카메룬 컵 우승팀이 해당 대회에서 대결한다.